# Karnatakanagepalli
Karnatakanagepalli est une ville du district de Anantapur dans l'État de l'Andhra Pradesh en Inde.

## Géographie
La ville de Karnatakanagepalli se trouve pas loin du Lac de Bukkapatnam, (en anglais: Bukkapatnam Lake).